# Oliver Turvey
Oliver Jonathan Turvey (Penrith, Inglaterra, Reino Unido; 1 de abril de 1987) es un piloto de automovilismo británico. Ha competido en GP2 Series, el Campeonato Mundial de Resistencia, la European Le Mans Series, la Blancpain Endurance Series y la Fórmula E. Logró la victoria en la clase LMP2 en las 24 Horas de Le Mans de 2014.

## Carrera deportiva
Turvey fue subcampeón de la Fórmula BMW Británica en 2006, tras lo cual obtuvo el premio McLaren Autosport BRDC. Al año siguiente, el británico disputó la Fórmula Renault Italiana, Eurocopa de Fórmula Renault 2.0. En 2008 disputó la Fórmula 3 Británica con el equipo Carlin, resultando subcampeón por detrás de Jaime Alguersuari.
El piloto ascendió a la World Series by Renault en 2009, nuevamente con el equipo Carlin. Culminó cuarto en el campeonato, con una victoria en Mónaco y cinco podios en 17 carreras.
A continuación, Turvey corrió en la GP2 Asia Series con iSport, logrando el sexto puesto en el minitorneo 2009/10. En la GP2 Series 2010, obtuvo cuatro podios en 20 carreras, quedando sexto en la clasificación final.
El británico corrió la GP2 Asia Series 2011 con Ocean, sin lograr puntos, y quedó sin presupuesto para disputar la GP2 Series. Carlin lo fichó para Mónaco, donde arribó fuera de la zona de puntos. Por otra parte, el piloto disputó algunas fechas de la Blancpain Endurance Series con un McLaren MP4-12C del equipo CRS junto a Álvaro Parente y Andrew Kirkaldy. En 2012 disputó el Campeonato Europeo de GT3, también con un McLaren MP4-12C.
En 2013, Turvey fue fichado por el equipo Jota para disputar la European Le Mans Series con un Zytek-Nissan. Acompañado de Simon Dolan, resultó cuarto en el campeonato de pilotos de la clase LMP2. Además debutó en las 24 Horas de Le Mans con Jota, contando como tercer piloto a Lucas Luhr.
El piloto disputó las 24 Horas de Le Mans de 2014 con Jota junto a Dolan y Harry Tincknell, logrando la victoria de clase y el quinto puesto absoluto. En 2015 logró el segundo puesto con Jota, esta vez acompañado de Dolan y Mitch Evans.
También en 2015, Turvey compitió en el Super GT Japonés con un Honda NSX del equipo Módulo, contando como compañero de butaca a Takashi Kogure. En 2016 disputó las primeras cinco fechas junto a Hideki Mutoh.
Turvey disputó el ePrix de Londres de Fórmula E de 2015 con el equipo NextEV, resultando noveno en ambas mangas. NextEV lo contrató como piloto titular para la temporada 2015-16. Obtuvo un sexto puesto, un noveno y un décimo en diez carreras. EL británico siguió con NextEV en la temporada 2016-17, el cual se transformó en NIO Formula E Team más tarde. En 2018 logró un podio en México.

## Resultados

### GP2 Asia Series
(Clave) (negrita indica pole position) (cursiva indica vuelta rápida puntuable)

| Año     | Escudería               | 1    | 1    | 2    | 2    | 3    | 3    | 4    | 4    | Pos. | Puntos | Ref.  |
| ------- | ----------------------- | ---- | ---- | ---- | ---- | ---- | ---- | ---- | ---- | ---- | ------ | ----- |
| 2009-10 | iSport International    | YMC1 | YMC1 | YMC2 | YMC2 | SAK1 | SAK1 | SAK2 | SAK2 | 6.º  | 17     | [ 1 ] |
| 2009-10 | iSport International    | 8    | 4    | 1    | 5    | 9    | 6    | 9    | 11   | 6.º  | 17     | [ 1 ] |
| 2011    | Ocean Racing Technology | YMC  | YMC  | IMO  | IMO  |      |      |      |      | 16.º | 0      | [ 2 ] |
| 2011    | Ocean Racing Technology | 18   | 19   | 14   | 8    |      |      |      |      | 16.º | 0      | [ 2 ] |

### GP2 Series
(Clave) (negrita indica pole position) (cursiva indica vuelta rápida puntuable)

| Año  | Escudería            | 1   | 1   | 2   | 2   | 3   | 3   | 4   | 4   | 5   | 5   | 6   | 6   | 7   | 7   | 8   | 8   | 9   | 9   | 10  | 10  | Pos. | Puntos | Ref.  |
| ---- | -------------------- | --- | --- | --- | --- | --- | --- | --- | --- | --- | --- | --- | --- | --- | --- | --- | --- | --- | --- | --- | --- | ---- | ------ | ----- |
| 2010 | iSport International | BAR | BAR | MON | MON | EST | EST | VAL | VAL | SIL | SIL | HOC | HOC | BUD | BUD | SPA | SPA | MNZ | MNZ | YMC | YMC | 6.º  | 47     | [ 3 ] |
| 2010 | iSport International | 5   | 5   | 15  | 15  | 14  | 18  | Ret | 12  | 8   | 2   | 8   | 2   | 4   | 5   | 6   | 5   | 3   | 6   | 2   | 17  | 6.º  | 47     | [ 3 ] |
| 2011 | Carlin               | EST | EST | BAR | BAR | MON | MON | VAL | VAL | SIL | SIL | NÜR | NÜR | BUD | BUD | SPA | SPA | MNZ | MNZ |     |     | 25.º | 0      | [ 4 ] |
| 2011 | Carlin               |     |     |     |     | 14  | 8   |     |     |     |     |     |     |     |     |     |     |     |     |     |     | 25.º | 0      | [ 4 ] |

### Fórmula E
(Clave) (negrita indica pole position) (cursiva indica vuelta rápida)

| Año     | Equipo                    | 1      | 2       | 3       | 4       | 5       | 6      | 7      | 8      | 9       | 10      | 11      | 12     | 13     | 14     | 15      | 16     | Pos. | Puntos |
| ------- | ------------------------- | ------ | ------- | ------- | ------- | ------- | ------ | ------ | ------ | ------- | ------- | ------- | ------ | ------ | ------ | ------- | ------ | ---- | ------ |
| 2014-15 | NEXTEV TCR Formula E Team | BEI    | PUT     | PDE     | BUE     | MIA     | LBH    | MON    | BER    | MOS     | LON 9   | LON 9   |        |        |        |         |        | 22.º | 4      |
| 2015-16 | NEXTEV TCR                | BEI 6  | PUT Ret | PDE 12  | BUE 9   | MEX 11  | LBH 12 | PAR 13 | BER 12 | LON 15† | LON 10  |         |        |        |        |         |        | 14.º | 11     |
| 2016-17 | NextEV                    | HKG 8  | MAR 7   | BUE 9   | MEX Ret | MON 13† | PAR 11 | BER 10 | BER 9  | NYC 6   | NYC 14  | MTL 15  | MTL 17 |        |        |         |        | 12.º | 26     |
| 2017-18 | NIO Formula E Team        | HKG 16 | HKG 6   | MAR Ret | SAN 14  | MEX 2   | PDE 7  | ROM 12 | PAR 9  | BER 5   | ZUR 9   | NYC DNS | NYC WD |        |        |         |        | 10.º | 46     |
| 2018-19 | NIO Formula E Team        | ALD 13 | MAR 16  | SAN 8   | MEX 12  | HKG 9   | SNY 11 | ROM 13 | PAR 14 | MON Ret | BER 18  | BRN 16  | NYC 10 | NYC 14 |        |         |        | 20.º | 7      |
| 2019-20 | NIO 333 FE Team           | DIR 15 | DIR DSQ | SAN 11  | MEX 13  | MAR 21  | BER 16 | BER 18 | BER 16 | BER 22  | BER 19  | BER 21  |        |        |        |         |        | 24.º | 0      |
| 2020-21 | NIO 333 FE Team           | DIR 10 | DIR 6   | ROM DNS | ROM 14  | VAL NC  | VAL 8  | MON 19 | PUE 11 | PUE Ret | NYC Ret | NYC Ret | LON 15 | LON 14 | BER 19 | BER 19  |        | 23.º | 13     |
| 2021-22 | NIO 333 Formula E Team    | DIR 19 | DIR 18  | MEX 14  | ROM 17  | ROM 7   | MON 14 | BER 16 | BER 17 | YAK 12  | MAR 17  | NYC 15  | NYC 16 | LON 15 | LON 14 | SEÚ Ret | SEÚ 15 | 18.º | 6      |
| Fuente: |                           |        |         |         |         |         |        |        |        |         |         |         |        |        |        |         |        |      |        |

### Campeonato Mundial de Resistencia de la FIA
(Clave) (negrita indica pole position) (cursiva indica vuelta rápida)

| Año     | Escudería        | Clase | Automóvil                    | 1   | 2   | 3   | 4   | 5   | 6   | 7   | 8   | Pos. | Puntos | Ref.  |
| ------- | ---------------- | ----- | ---------------------------- | --- | --- | --- | --- | --- | --- | --- | --- | ---- | ------ | ----- |
| 2018-19 | CEFC TRSM Racing | LMP1  | Ginetta G60-LT-P1-Mecachrome | SPA | LMS | SIL | FUJ | SHA | SEB | SPA | LMS | NC   | 0      | [ 6 ] |
| 2018-19 | CEFC TRSM Racing | LMP1  | Ginetta G60-LT-P1-Mecachrome | WD  | Ret |     |     |     |     |     |     | NC   | 0      | [ 6 ] |